# Вільшаник
Вільша́ник — село в Україні, у Самбірському районі Львівської області. Населення становить 1196 осіб.
Орган місцевого самоврядування — Ралівська сільська рада. З 9 серпня 2015 року село стало центром Вільшаницької сільської громади.
З 2020 року входить в Ралівську сільську громаду.
Село знаходиться на березі річки Вільшаник — притоки р. Черхавки. У селі умовно виділяють кілька територіальних сегментів (вулиць). Серед них: Горішний кінець, Запотік, Долішний кінець, Хатки (хутір Трояни), Слобода, Середина, Кольонія (хутір Глибоч).

## Історія
Вперше згадується у письмових джерелах за 1423 р., коли король Владислав Ягайло надав його братам Миколаєві та Щепанові з Тарнави. Згідно з переказами, назва походить від вільхових дерев, яких багато росло у цій місцевості.

## Населення

### Мова
Розподіл населення за рідною мовою за даними перепису 2001 року:
| Мова            | Кількість | Відсоток |
| --------------- | --------- | -------- |
| українська      | 1114      | 99.82%   |
| угорська        | 1         | 0.09%    |
| інші/не вказали | 1         | 0.09%    |
| Усього          | 625       | 100%     |

## Визначні місця
У селі є дерев'яна церква Святої Параскевії збудована у 1886 р. на місці давнішої, теж дерев'яної.
На хуторі Глибоч є братська могила. Пам'ятник односельчанам, загиблим у роки другої світової війни створили скульптор Анатолій Галян і архітектор Мирон Вендзилович.
У селі також є джерело високомінералізованої води типу нафтусі.

## Відомі мешканці

### Народились
- Герич Іван Миколайович — депутат Верховної Ради УРСР 4-го скликання.